# Exsudát
Exsudát je
- v medicíně: zánětlivý extravaskulární výpotek o specifické hmotnosti nad 1020 kg/m3 s vysokou koncentrací bílkovin převyšující 40 g/l a obsahující různé typy i množství buněk (>1500/µl) a buněčnou drť (detrit). Tento únik tekutiny, bílkovin a krevních buněk z cévního řečiště v důsledku zvýšené permeability cév je jedním z morfologických projevů zánětu a označuje se jako exsudace. Tvorba exsudátu je charakteristická pro akutní zánět a podmiňuje vznik zánětlivého edému postižené tkáně. Při mírném zánětlivém podnětu je exsudát vodnatý (serózní) s nízkým obsahem bílkovin, při silnějším podnětu uniká z cév i fibrinogen a vzniká fibrinózní exsudát. Purulentní exsudát (hnis) vzniká většinou působením pyogenních bakterií. U povrchových ran tvoří zaschlý exsudát strup (odborně krustu).[1]
- v biologii a  ekologii: tekutý výpotek rostlin a živočichů.[2] Příkladem může být kořenový exsudát čili směs látek uvolňovaná zdravými a nepoškozenými kořeny rostlin do prostředí.[3]